# Ponciánus históriája

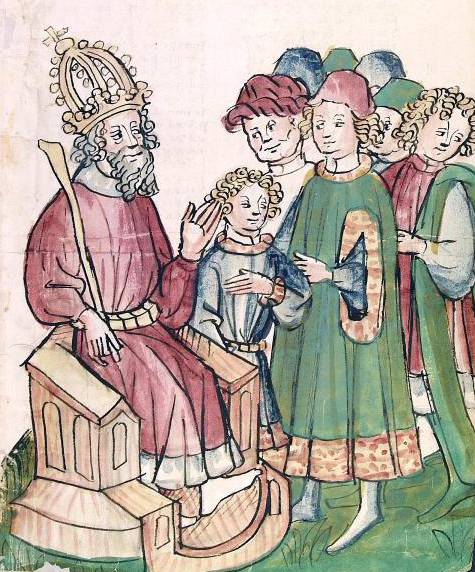
Ponciánus császár; fia, Diocletianus és a hét bölcs mester. 15. századi kézirat illusztrációja.

A Ponciánus históriája és a Ponciánus császár históriája az Európa-szerte népszerű mesegyűjteménynek az 1570-es években keletkezett két különböző, magyar nyelvű fordítása. Az egyik latin, a másik német nyelvű szövegből készült. 
Magyarországon a 16. század szórakoztató irodalmában még a vers volt az uralkodó. A magyar nyelvű Ponciánus az első, és a 16. században egyetlen nagyobb terjedelmű, prózában írt regényszerű történet, novellagyűjtemény. Toldy Ferenc szerint (a latinból fordított változat) „…első kísérlete irodalmunkban a szépirodalmi prózának”, amely „szépségével is a nevezetesb régi magyar prózaművek közé tartozik”

## Eredete
Ponciánus históriája ősi, ind és perzsa forrásokból származó mesék gyűjteménye. Perzsa címe: „Sindibád Nameh” (Szindibád könyve). Latin fordításban jutott el Európába és Historia septem sapientium (A hét bölcs mester) címen terjedt el. Latinból számos nyelvre lefordították, több száz kiadást ért meg, nagy számú verses és prózai feldolgozása ismeretes. Egyike volt a világirodalom legelterjedtebb novelláskönyveinek. Népszerűsége egy időben szinte a legnevesebb görög-római költői művekét is felülmúlta. 
A könyv lényegében példálózó mesék gyűjteménye, keretes elbeszélés. A fő történetbe kétszer hét mesét illesztettek, melyeket a császárnak mesélnek el. 

## Cselekménye
A keret-elbeszélés elmondja, hogy Ponciánus római császár fiát, Diocletianust távol az udvartól hét bölcs mester neveli. Mostohaanyja, Ponciánus második felesége az életére tör, ezért hazahozatja. A hét bölcs a csillagokból megtudja, hogy ha az ifjú megszólal, meghal. Ám Diocletianus azt olvasta ki egy csillagból, hogy csak hét napig nem szabad szót kiejtenie. Amikor hazatér, mostohaanyja kísérteni kezdi, el akarja csábítani. Diocletianus ellenáll, ezért a császárné megrágalmazza őt Ponciánus előtt. 
A császár haragra gerjed és halált mond fiára. Az ártatlan ifjú nem szólhat, így hát mesterei sietnek segítségére. A hét bölcs a vesztőhelyen hét napon át hét célzatos elbeszéléssel védi meg Diocletianust a haláltól. Otthon viszont a császárné ugyanúgy hét elbeszéléssel igyekszik gyors cselekvésre bírni férjét. A nyolcadik napon végre megszólal az ifjú: leleplezi mostoháját, aki asszonyi ruhába bújtatott szeretőt tartott. A császárné halállal lakol, Diocletianus megkapja apja birodalmát.
A Poncinánusban foglalt epizódok meséi gyakran vaskos epizódokat és kifejezéseket is tartalmaznak. Példázataik a tanítók megbecsülésére, a megalapozatlan ítélkezés veszélyeire és a gonosz asszonyok furfangjaira figyelmeztetnek. Fő céljuk azonban nyilvánvalóan nem az erkölcsi alapú didaktikus nevelés, hanem a szórakoztatás volt. A rövidebb mesék közül leghíresebb az efezusi özvegy története, ezen alapszik Verseghy Ferenc Szentesiné című költői elbeszélése is. 

## A két fordítás

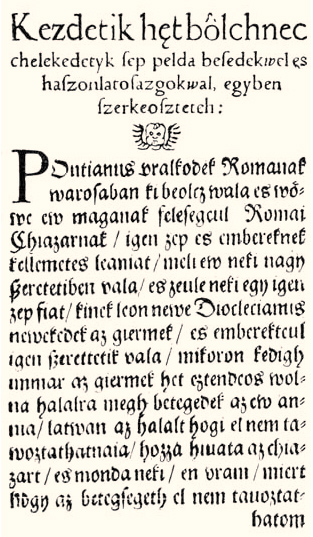
A Ponciánus históriája első lapja (Bécs, 1573).

Ponciánus históriájának a 16. században két magyar fordítása készült, ráadásul szinte egyidőben: az egyik latin, a másik német szöveg alapján. 
- A latin szövegből készült fordítás címe: Ponciánus históriája. 1573-ban adta ki Eberus Balázs (Blasius Eberus) tipográfus Bécsben. Teljes címe: Poncianus históriája azaz hét bölcs mesterek mondásit csuda szép hasonlatossággal foglalván mi módon a császár fiát Diocletianust hétszer haláltul megmentették legyen. A kiadás gróf Salm-Neuburg Eck győri főkapitány és pozsonyi főispán lakodalmára, a gróf költségén készült. Fordítóját nem ismerjük. A 19. század végén ebből készült Heinrich Gusztáv szövegkiadása: Poncianus históriája (Budapest, 1898; Régi magyar könyvtár.)

- A Magyar Tudományos Akadémia Könyvtára őrzi a Ponciánus egyik kiadását, melyet Lőcsén nyomtattak ki 1633-ban. Sokáig úgy gondolták, hogy ez a bécsi kiadásnak egyik késői szövegváltozata. Később bebizonyosodott, hogy egy másik fordításról van szó: „Szórakoztató és elbeszélő prózai emlékekben oly szegény 16. századi irodalmunknak tehát egyszeriben kétféle feldolgozású Ponciánusa is lett.”[2]

Ez a fordítás német szövegből készült és egy 1565-ben Frankfurtban kiadott változatot vett alapul. Ponciánus császár históriája címen először 1572 körül jelent meg Kolozsvárott, Heltai Gáspár nyomdájában. Fordítójának is Heltai Gáspárt tekintik. Művét 1633-ban Lőcsén újból kiadták, és ugyanennek a könyvnek 1790-ben is született új kiadása, melynek ponyvakiadásai sokáig újra és újra megjelentek.
A bécsi kiadású fordítás hűen követi a latin szöveget, mondatai régiesek, de gördülékenyek. 
Heltai Gáspár jóval szebb, változatosabb stílusban ültette át a maga német eredetijét, ezzel a munkájával is a hazai világi széppróza kialakulását szolgálta.